# William Rowan Hamilton
Sir William Rowan Hamilton (4. srpna 1805, Dublin – 2. září 1865, Dublin) byl irský matematik, fyzik a astronom. Je znám především pro Hamiltonovskou formulaci mechaniky. Přispěl k rozvoji optiky, dynamiky, teorie grafů a algebry. V matematice zavedl kvaterniony.